# A!B!C Titans Berg. Land
A!B!C Titans Berg. Land war ein Volleyball-Verein aus Wuppertal, der in der Ersten und in der Zweiten Bundesliga spielte. Im Jahr 2008 entstand der Vorgängerverein Wuppertal Titans aus der Volleyball-Abteilung des SV Bayer Wuppertal. Im Sommer 2010 wurde der Verein erneut umbenannt, da er mit dem Aufsteiger Bayer Leverkusen kooperierte. Im April 2012 zog sich der Verein wegen finanzieller Schwierigkeiten aus dem Profisport zurück.

## Geschichte
Die Geschichte des Teams in der Bundesliga reicht zurück bis ins Jahr 1978, als der Vorgänger-Verein TSV Bayer 04 Leverkusen aufstieg. Seit diesem Jahr war die Mannschaft ununterbrochen bis 2011 in der ersten Liga vertreten. 1992 zog die Mannschaft nach Wuppertal um. Hier wurde man unter Spielertrainer Lee Hee-wan und mit dem überragenden Wolfgang Kuck 1994 und 1997 Deutscher Meister sowie 1995 DVV-Pokalsieger. In dieser Zeit wuchsen in Wuppertal zahlreiche Nationalspieler wie Ralph Bergmann, Thomas Kröger, Georg Wiebel, Lukas Kampa und Sebastian Kühner heran. Als sich die Bayer AG im Sommer 2008 als Hauptsponsor zurückzog, geriet der Verein in finanzielle Schwierigkeiten und musste neu strukturiert werden. Der Bundesliga-Spielbetrieb wurde aus dem Verein Bayer Wuppertal ausgegliedert und in eine Spielbetriebsgesellschaft überführt.
Das endgültige Aus deutete sich bereits 2011 an. Damals stieg der Verein aus der ersten Liga ab. Ein Jahr später wurde er zwar Meister der zweiten Liga, stellte aufgrund fehlender finanzieller Mittel aber keinen Lizenzantrag mehr. Der Hauptsponsor zog sich zurück, sodass letztlich das gesamte Team abgemeldet wurde.

## Team
Zuletzt bestand der Kader für die Saison 2011/12 aus 13 Spielern. Georg Grozer senior war seit Dezember 2010 Trainer der Mannschaft. Manager war der Wuppertaler Unternehmer Thorsten Westhoff, A!B!C Unternehmensgruppe.

## Bundesliga
Nachdem die Vorgängervereine mehrere Meistertitel gewinnen konnten, spielte die Mannschaft seit der Saison 2008/09 zunächst unter dem Namen Wuppertal Titans in der Bundesliga. Durch eine sportliche Kooperation mit Bayer Leverkusen trat der Verein ab der Saison 2010/11 unter dem Namen A!B!C Titans Berg. Land an. Als Tabellenletzter stieg man 2011 in die 2. Bundesliga ab. 2012 wurden die Titans Meister in der 2. Bundesliga Nord, beantragten jedoch keine Lizenz mehr für die Bundesliga.

## DVV-Pokal
Der Pokalsieger von 1988 und 1995 kam in den letzten Jahren nicht mehr über das Viertelfinale hinaus. In der Saison 2003/04 scheiterten die Wuppertaler im Achtelfinale gegen den damaligen Zweitligisten Netzhoppers Königs Wusterhausen und in den folgenden Spielzeiten schieden sie gegen Düren, Friedrichshafen und den SCC Berlin jeweils im Achtel- oder Viertelfinale aus.

## Europapokal
1996 erreichten die Wuppertaler das Endspiel des Europapokals der Pokalsieger, wo sie gegen Olympiakos Piräus verloren.